# Tymbarcha
Tymbarcha is een geslacht van vlinders van de familie bladrollers (Tortricidae), uit de onderfamilie Tortricinae.

## Soorten
- T. astuta Meyrick, 1912
- T. beryllocentra Diakonoff, 1983
- T. cerinopa Meyrick, 1908
- T. chlorissa Razowski, 1966
- T. translucida Diakonoff, 1941